# 유럽라즈베리

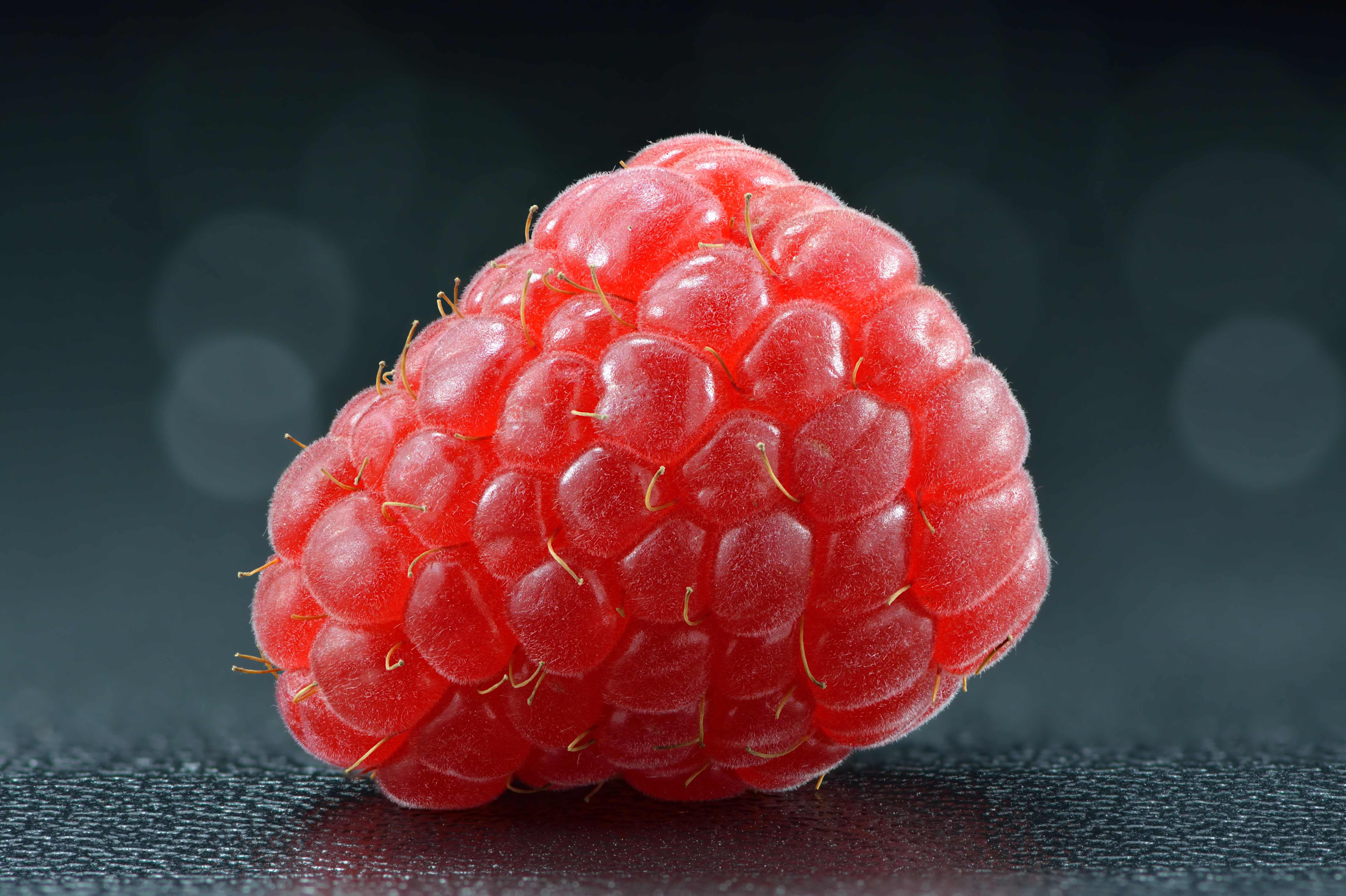
유럽라즈베리

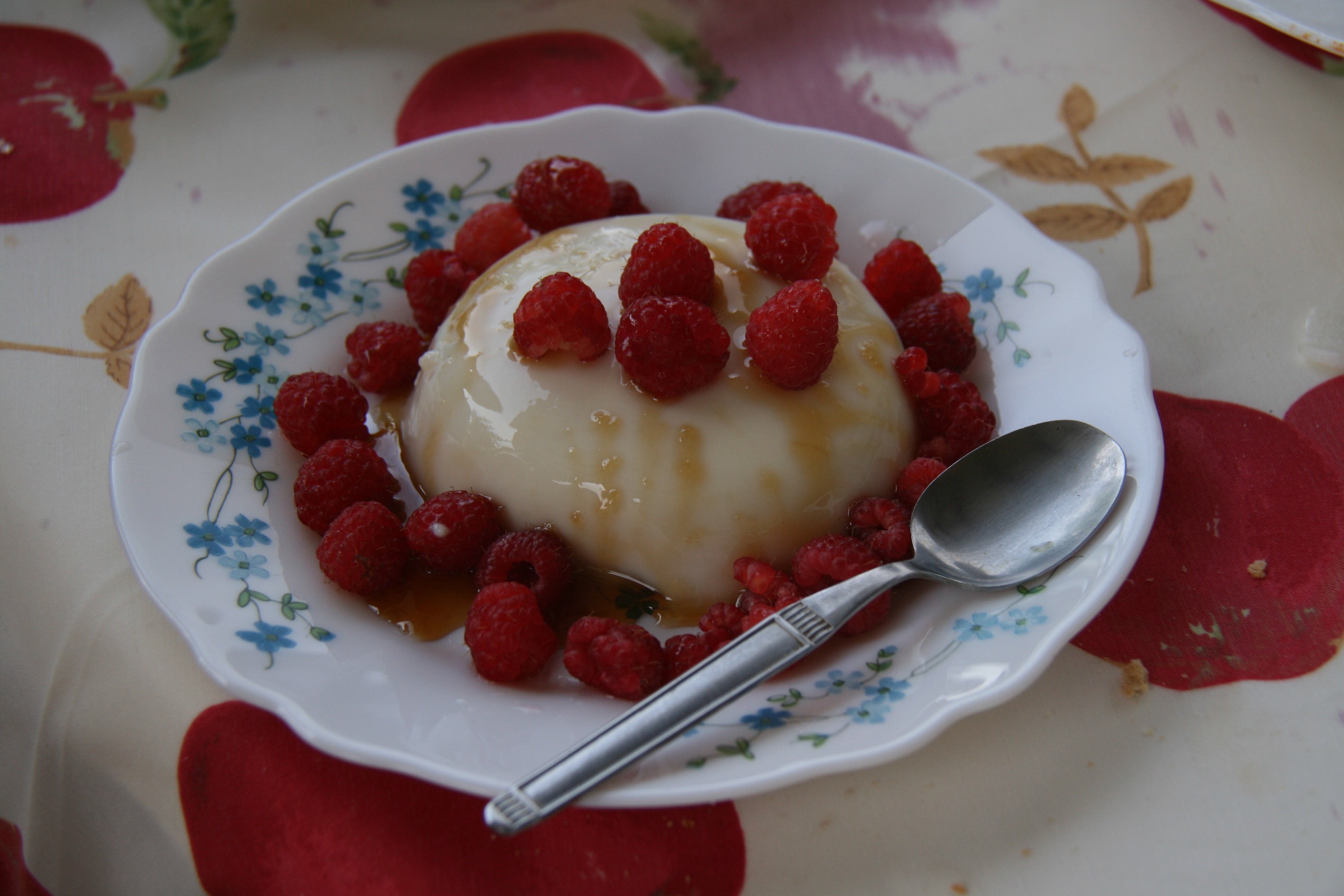
신선한 치즈와 꿀을 곁들인 라즈베리 디저트

유럽라즈베리(Rubus idaeus)는 흔히 다른 온대 지역들에서 경작되는 유럽 및 북아시아에 자생하는 붉은색 산딸기 과일종이다.

## 설명
보통은 다년생뿌리체계로부터 두해살이 줄기를 가지는 여러해살이 식물이다. 1.5~2.5미터까지 자란다. 3~5개 잎사귀의 작은 잎을 낸다. 꽃은 늦봄에 만들어지며 직경은 약 1센티미터에 이르며 5개의 흰 꽃잎이 있다. 열매는 빨갛고 먹을 수 있으며 달고 타트맛이 나며 여름이나 초가을에 생산한다.

## 같이 보기
- 샹보르 (리큐어)